# Le Pin-la-Garenne
Le Pin-la-Garenne (lə pɛ̃.la.ɡa.ʁɛnⓘ) es una población y comuna francesa, situada en la región de Baja Normandía, departamento de Orne, en el distrito de Mortagne-au-Perche y cantón de Pervenchères.

## Demografía
| 587 | 570 | 510 | 597 | 620 | 639 |
| Para los censos de 1962 a 1999 la población legal corresponde a la población sin duplicidades (Fuente: INSEE [Consultar]) |     |     |     |     |     |